# 大周天
大周天（だいしゅうてん）は煉丹術（気功法）の一つ。小周天に習熟した後に行われるもので、気功の中でも高度な技法であるとされる。
小周天が自分の身体に周りに気を通すのに対し、大周天では気によって人間と天地＝大宇宙との交流を行う。天の気を百会から取り込んで衝脈に流し、両足と仙骨を通して大地へと出す。そして大地の気を両足と仙骨から取り入れて衝脈に流し、百会から出すというプロセスになる。
任督二脈に気を巡らすものを小周天、手足全体に巡らすものを大周天とする見方もある。
| サブスタブ | この項目は、まだ閲覧者の調べものの参照としては役立たない、書きかけの項目です。この項目を加筆・訂正などしてくださる協力者を求めています。このテンプレートは分野別のサブスタブテンプレートやスタブテンプレート（Wikipedia:分野別のスタブテンプレート参照）に変更することが望まれています。 |